# Kungliga Musikhögskolan
De Kungliga Musikhögskolan (KMH) (Nederlands: Koninklijke Hogeschool voor Muziek) in Stockholm is een Zweeds conservatorium. Het werd in 1971 opgericht toen het werd als afsplitst van de in 1771 door Gustaaf III opgerichte Koninklijke Zweedse Muziekacademie. Daarmee kan het als het oudste conservatorium van Scandinavië beschouwd worden. In 2017 werd een nieuw hoofdgebouw in gebruik genomen.
De instelling bestaat uit zes afdelingen:
- klassieke muziek
- volksmuziek
- jazz
- muziek en mediaproductie
- compositie, directie en muziektheorie
- muziek, pedagogiek en samenleving

Het conservatorium werkt samen met de Sibelius-Akademie in Helsinki.

## Bekende professoren en studenten
- Hugo Alfvén
- Rikard Andersson
- Kurt Atterberg
- Sven-Erik Bäck
- Charles Barkel
- Karl-Birger Blomdahl
- Herbert Blomstedt
- Gunnar Bucht
- Joseph Dente
- Ernst Ellberg
- Eric Ericson
- Martin Fröst
- Anders Hillborg
- Lars-Erik Larsson
- Ingvar Lidholm
- Oskar Lindberg
- Jan W. Morthenson
- Siegfried Naumann

- Mats Larsson Gothe
- Erland von Koch
- Pär Lindgren
- Arne Mellnäs
- Allan Pettersson
- Lars-Erik Rosell
- Hilding Rosenberg
- Jan Sandström
- Sven-David Sandström
- Emil Sjögren
- Robert Sund
- Otto Trobäck
- Gunnar Valkare
- Bo Wallner
- Christian Weidner
- Ivar Widner